# Vírion

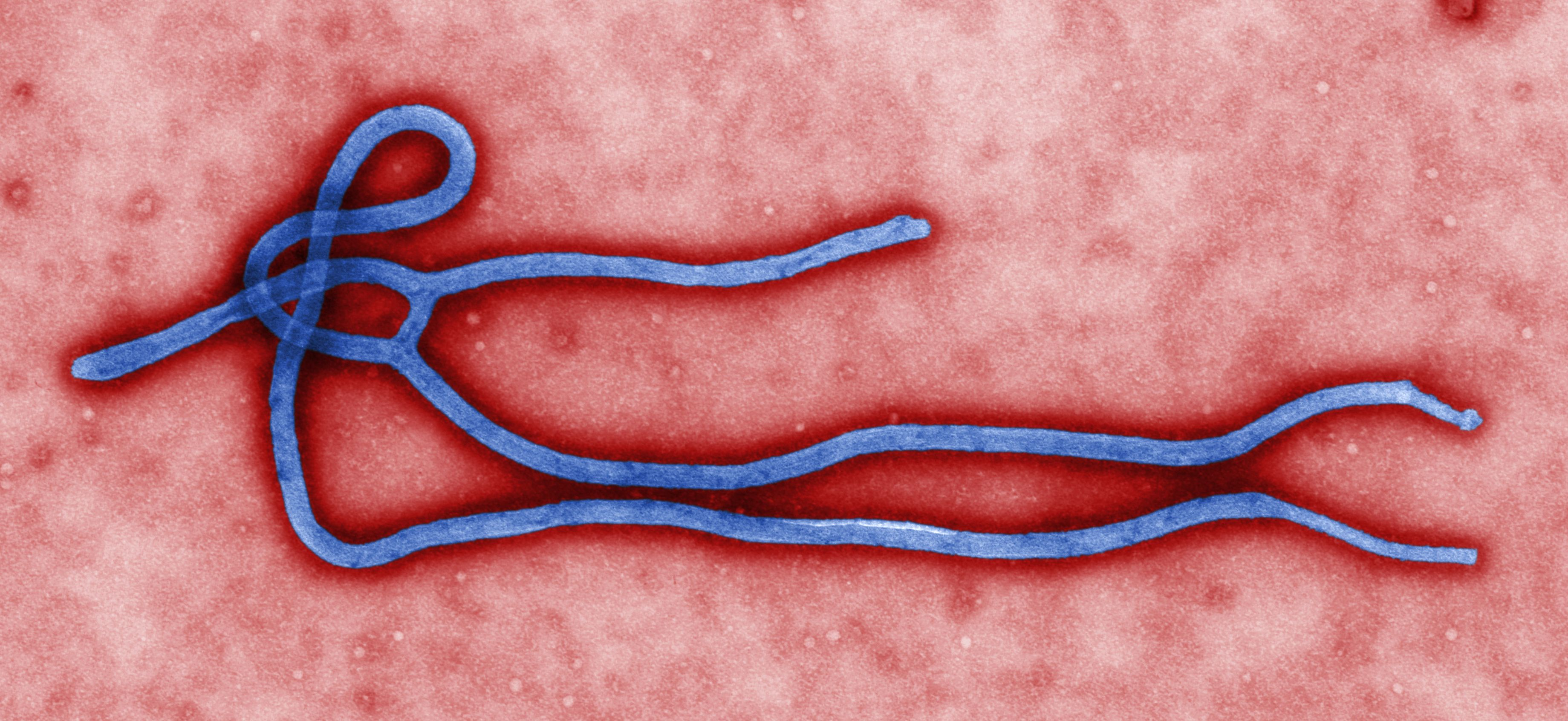
Virião do Ebola.

Vírion (português brasileiro) ou Virião (português europeu)  é uma partícula viral completa, ou seja, infecciosa. É constituída por DNA ou RNA cercado por proteínas (capsídeo). Constitui a forma infectiva do vírus. Cada família de vírus apresenta vírions de formatos diferentes.
Vírus é o virião em atividade.